# Качалов, Василий Иванович
Васи́лий Ива́нович Кача́лов (настоящая фамилия Шверубович; 30 января (11 февраля) 1875, Вильна — 30 сентября 1948, Москва) — русский и советский актёр, мастер художественного слова (чтец), педагог. Один из ведущих актёров Московского Художественного театра на протяжении многих лет. Народный артист СССР (1936). Лауреат Сталинской премии I степени (1943).

## Биография

### Ранние годы
Василий Шверубович родился в Вильне Виленской губернии Российской империи (ныне Вильнюс, Литва), в польско-белорусской шляхетской семье, сын православного священника Иоанна Шверубовича.
Учился в 1-й Виленской гимназии одновременно с Феликсом Дзержинским, Борисом Горевым и Константином Галковским. Уже тогда приобрёл репутацию декламатора и актёра, участвуя в любительских спектаклях. Одним из его коронных номеров было исполнение монолога Чацкого. Любил петь гимны своего дяди Хрисанфа, исполняя их с карикатурно-белорусским акцентом. Сам он только по окончании гимназии с трудом избавился от этого акцента.
В 1893 году поступил на юридический факультет Санкт-Петербургского университета, где играл в драматическом студенческом кружке под руководством Владимира Давыдова. В 1896 году на студенческих каникулах играл вместе с Верой Комиссаржевской в спектакле по пьесе Германа Зудермана «Бой бабочек». Позднее выступал в Вильне и Ковно на гастролях Московского художественного театра.

### Театральная карьера
В 1896 году стал актёром петербургского Театра Литературно-артистического общества, фактическим владельцем которого был Алексей Суворин, владелец и редактор газеты «Новое время». По одной из версий, именно Суворин придумал сценический псевдоним «Качалов» вместо «неблагозвучной» фамилии актёра.
Летом 1897 года участвовал в гастрольной поездке Василия Далматова, исполняя крупные роли, например, Борис Годунова в «Смерти Иоанна Грозного» по Алексею Толстому. В 1897—1900 годах выступал в Казани и Саратове в «Казанско-Саратовском товариществе актёров» под руководством Михаила Бородая.
В 1900 году был принят в труппу Московского Художественного театра, где дебютировал в роли Берендея в «Снегурочке» Островского. Поначалу довольствовался эпизодическими ролями, чуть позже уже дублировал Константина Станиславского в ролях Тригорина и Вершинина в пьесах Чехова «Чайка» и «Три сестры». В течение нескольких лет стал одним из ведущих актёров театра. Уже в 1905 году в одном из писем Станиславский писал, что как актёр он был вынужден уступить первенство Качалову.

Среди его лучших работ дореволюционного периода были чеховские Тузенбах, Петя Трофимов и Иванов, а также Барон в пьесе Горького «На дне», Иван Карамазов и Николай Ставрогин в инсценировках романов Достоевского. Увлечённый поисками Константина Станиславского и Владимира Немировича-Данченко, актёр не раз отклонял приглашения на императорскую сцену. Как писала Инна Соловьёва,
«Обладая неотразимым сценическим обаянием, чарующим голосом и всеми данными, чтобы первенствовать в традиционном амплуа героя-любовника, обладая также точным юмором и мастерством характерности, обладая — наконец — той нервной тонкостью, обострённостью интеллекта, способностью жить на сцене философской проблемой, которые делали его идеальным исполнителем ролей недавно возникшего амплуа „героя-неврастеника“, Качалов всю жизнь совершенствовал в себе нечто иное: совершенствовал своё мастерство артиста „театра живого человека“, который строили создатели МХТ».
Преподавал в драматической студии на Пречистенских рабочих курсах.
В Москве вёл активную богемную жизнь «серебряного века». В рассказе Ивана Бунина «Чистый понедельник» карикатурно изображён пьяный Качалов «с бокалом в руке, бледный от хмеля, с крупным потом на лбу, на который свисал клок его белорусских волос». Сергею Есенину принадлежит известное стихотворение «Собаке Качалова», начинающееся строками: «Дай, Джим, на счастье лапу мне…». Дружил с Анатолием Мариенгофом; в его биографичных романах «Роман без вранья» и «Мой век, моя молодость, мои друзья и подруги» много написано о Василии Качалове и его семье, окружении. Дружба с Марией Андреевой привела к тому, что на адрес Качалова из-за границы стали приходить директивные письма для МК РСДРП, а от его имени шли за рубеж материалы для «Искры». По театральным делам близко сошёлся и был дружен с миллионером Николаем Тарасовым.

### Советские годы
В 1919—1922 годах после Октябрьской революции с группой артистов гастролировал по Югу России, затем в Болгарии, Югославии, Австрии, Чехии, Германии, Дании и Швеции.

Во время гастролей по Югу России, переезжая за отступающими частями Белой армии, оказался в Екатеринославе, где случайно нашёлся его сын, служивший у белых. Больного тифом сына едва спасли:
Мать, которая всю ночь сидела около меня, заметила, что я очень вспотел, градусник показал, что у меня 35 с чем-то. Тогда она накапала мне двадцать пять — тридцать капель и дала выпить. При всей своей слабости я почувствовал, что выпил что-то не то. Оказалось, что мать дала мне принять сильный раствор карболки. Началась, конечно, паника. Весь дом принимал во мне то или иное участие: несли молоко, искали врача, бегали в аптеку, только отец был как-то странно, напряжённо спокоен. Когда мать, которая была, конечно, в самом невероятном отчаянии, бросилась к нему с исступлённым воплем: «Что делать?» — он сказал с неожиданным уверенным самообладанием: «Пойми ты: чтобы мать ждала с фронта сына, о котором несколько месяцев ничего не знала, и чтобы она в первую же ночь его отравила… это такая безвкусная мелодрама, которой быть не может. Этого не может быть». И мать успокоилась.
В 1922—1924 годах с труппой МХАТ, возглавляемой Станиславским, выступал в Европе и в Америке. С 1924 года работал в Москве. Всего сыграл 55 ролей.
Значительное место в творчестве Качалова занимала деятельность на эстраде, работа на радио, записи произведений поэзии (Сергея Есенина, Эдуарда Багрицкого и других) и прозы для граммофонных пластинок. Он создал особый жанр эстрадного исполнения драматических произведений — «монтажи», в которых играл по несколько ролей.
По воспоминаниям сына, имел немалый рост (1 м 85 см), но был худ, бледен, брит, близорук, узкоплеч сравнительно с гигантами — старшими братьями.
Скончался 30 сентября 1948 года от рака лёгкого в Москве. Похоронен на Новодевичьем кладбище (участок № 2).

### Семья
- Отец — Иоанн Васильевич Шверубович, священник, настоятель Никольской церкви в Вильно, из белорусского шляхетского рода.
- Мать — Мелитина Матвеевна, происходила из полупольской (в девичестве — Воржековская), полулитовской (Гинтовт по матери), но давно обрусевшей православной семьи.
- Дядя — Хрисанф, священник, имел намерение убедить своих прихожан в том, что, имея веру хоть в горчичное зерно, можно приказать горе сдвинуться — и она сдвинется, — убедить, сотворив чудо. В этой своей попытке потерпел фиаско и за смущение верующих был заточён на три года в монастырь со строгой епитимьёй.
- Брат — Анастасий, выпускник юридического факультета Санкт-Петербургского университета, служил в Привисленском статистическом управлении главным статистиком.
- Брат — Эразм, военнослужащий Малороссийского драгунского, а потом Приморского драгунского полка, которым под конец своей службы командовал.
- Жена — Нина Николаевна Литовцева (1878—1956), актриса и режиссёр. Народная артистка РСФСР (1948). Актёры познакомились в Казанском театре, в сезон 1898/99 года. Поженились летом 1900 года в Кисловодске. Впоследствии вынуждена была покинуть сцену из-за болезни. У Качалова было много связей «на стороне» (Алиса Коонен, Мария Лилина и другие)[11].
  - Сын — Вадим Шверубович (1901—1981), театральный деятель, мемуарист.
    - Внук — Алексей Бартошевич (род. 1939), шекспировед, театровед.
    - Внучка — Шверубович, Мария Вадимовна (1949—2018), театральная актриса, артистка театра «Современник».
      - Правнучка — Ольга Борисовна Любимова, министр культуры РФ с 21.01.2020.

## Творчество

### Казанско-Саратовское товарищество актёров под руководствомМ. М. Бородая
- «Бедность не порок» А. Н. Островского — Митя
- «Без вины виноватые» А. Н. Островского — Дудукин
- «Царь Фёдор Иоаннович» А. К. Толстого — Князь Шаховской
- «Василиса Мелентьева» А. Н. Островского и С. А. Гедеонова — Грозный
- «Смерть Иоанна Грозного» А. К. Толстого
- «Гамлет» У. Шекспира — Горацио
- «Юлий Цезарь» У. Шекспира — Кассий
- «Коварство и любовь» Ф. Шиллера — Депутат

### Московский Художественный театр
- 1900 — «Снегурочка» А. Н. Островского; постановка К. С. Станиславского — Царь Берендей
- 1900 — «Когда мы, мёртвые, пробуждаемся» Г. Ибсена; постановка Вл. И. Немировича-Данченко — Рубек
- 1900 — «Геншель» Г. Гауптмана — Посетитель пивной (ввод)
- 1900 — «Смерть Иоанна Грозного» А. К. Толстого; постановка К. С. Станиславского и Вл. И. Немировича-Данченко — Эльмс, Григорий Годунов(ввод)
- 1901 — «Три сестры» А. П. Чехова; постановка К. С. Станиславского и Вл. И. Немировича-Данченко — Вершинин
- 1901 — «Дикая утка (пьеса)» Г. Ибсена — Экдаль
- 1901 — «Чайка» А. П. Чехова; постановка К. С. Станиславского и Вл. И. Немировича-Данченко — Тригорин (ввод)
- 1901 — «Микаэль Крамер» Г. Гауптмана — Эрнст Лахман
- 1901 — «В мечтах» Вл. И. Немирович-Данченко — Князь Старочеркасов
- 1902 — «Смерть Иоанна Грозного» А. К. Толстого — Гарабурда (ввод)
- 1902 — «Три сестры» А. П. Чехова — Николай Львович Тузенбах (ввод)
- 1902 — «На дне» М. Горького — Барон
- 1903 — «Столпы общества» Г. Ибсена — Хильмар Теннисен
- 1903 — «Юлий Цезарь» У. Шекспира; постановка Вл. И. Немировича-Данченко — Юлий Цезарь
- 1903 — «Одинокие» Г. Гауптмана; постановка К. С. Станиславского и Вл. И. Немировича-Данченко — Йоганн Фокерат (ввод)
- 1904 — «Вишнёвый сад» А. П. Чехова — Пётр Сергеевич Трофимов
- 1904 — «Там, внутри» М. Метерлинка — Дед
- 1904 — «Слепые» М. Метерлинка — Слепой
- 1904 — «Иванов» А. П. Чехова — Николай Алексеевич Иванов
- 1904 — «У монастрыря» П. М. Ярцева — Бартенев
- 1905 — «Блудный сын» С. А. Найдёнова — Максим Коптев
- 1905 — «Привидения» Г. Ибсена — Пастор Мандерс
- 1905 — «Дети солнца» М. Горького — Протасов
- 1905 — «Блудный сын» С. Найдёнова — Максим Коптев
- 1906 — «Горе от ума» А. С. Грибоедова — Александр Андреевич Чацкий
- 1906 — «Бранд» Г. Ибсена — Бранд
- 1907 — «Стены» С. А. Найдёнова — Копейкин
- 1907 — «Борис Годунов» А. С. Пушкина — Пимен
- 1908 — «Росмерсхольм» Г. Ибсена — Росмер
- 1908 — «У царских врат» К. Гамсуна — Карено
- 1909 — «Анатэма» Л. Н. Андреева; постановка Вл. И. Немировича-Данченко — Анатэма
- 1910 — «На всякого мудреца довольно простоты» А. Н. Островского — Глумов
- 1910 — «Братья Карамазовы» по Ф. М. Достоевскому — Иван Карамазов
- 1910 — «Месяц в деревне» И. С. Тургенева — Ракитин (ввод)
- 1911 — «У жизни в лапах» К. Гамсуна — Пер Баст
- 1911 — «Живой труп» Л. Н. Толстого — Каренин
- 1911 — «Гамлет» У. Шекспира; постановка Г. Крэга — Гамлет
- 1912 — «Где тонко, там и рвётся» И. С. Тургенева — Горский
- 1912 — «Екатерина Ивановна» Л. Н. Андреева — Георгий
- 1913 — «Николай Ставрогин» по Ф. М. Достоевскому — Ставрогин
- 1914 — «Горе от ума» А. С. Грибоедова — Александр Андреевич Чацкий
- 1915 — «Каменный гость» А. С. Пушкина — Дон Жуан
- 1916 — «Будет радость» Д. С. Мережковского — Фёдор Иванович
- 1918 — «Дядя Ваня» А. П. Чехова — Астров (ввод)
- 1922 — «Царь Фёдор Иоаннович» А. К. Толстого — Царь Фёдор (ввод)
- 1923 — «Вишнёвый сад» А. П. Чехова — Гаев (ввод)
- 1924 — «Доктор Штокман» Г. Ибсена — доктор Штокман (ввод)
- 1924 — «Горе от ума» А. С. Грибоедова — Репетилов (ввод)
- 1926 — «Николай I и декабристы» А. Р. Кугеля, Д. С. Мережковского — Николай I
- 1927 — «Бронепоезд 14—69» Вс. В. Иванова — Вершинин
- 1929 — «Блокада» Вс. В. Иванова — Артем Аладьин
- 1930 — «Воскресение» по Л. Н. Толстому — От автора
- 1933 — «Таланты и поклонники» А. Н. Островского — Нароков
- 1935 — «Враги» М. Горького — Захар Бардин
- 1938 — «Горе от ума» А. С. Грибоедова; постановка В. И. Немировича-Данченко (новая редакция) — Александр Андреевич Чацкий

### Фильмография

#### Роли
- 1928 — Белый орёл — губернатор
- 1931 — Путёвка в жизнь — вступительное и заключительное слово

#### Озвучивание
- 1936 — Стрекоза и муравей (анимационный)
- 1943 — Георгий Саакадзе — Шадиман Бараташвили (роль С. А. Закариадзе)
- 1945 — Пропавшая грамота (анимационный) — закадровый текст
- 1965 — Картина (анимационный) — текст от автора

#### Участие в фильмах
- 1946 — Мастера сцены (документальный)

#### Архивные кадры
- 1958 — Искусство большой правды (документальный)
- 1964 — Качалов (документальный)
- 1975 — О нашем театре (документальный)

## Награды и звания
- Заслуженный артист Республики (1924)
- Народный артист Республики (1927)
- Народный артист СССР (1936)
- Сталинская премия первой степени (1943) — за выдающиеся заслуги в области театрально-драматического мастерства[12]
- Два ордена Ленина (03.05.1937 — за выдающиеся заслуги в деле развития русского театрального искусства, 1945)
- Орден Трудового Красного Знамени (2.10.1935)
- Медаль «За доблестный труд в Великой Отечественной войне 1941—1945 гг.»

## Память
- Имя актёра присвоено Казанскому БДТ и улице в Казани.
- Имя актёра присвоено гимназии в Вильнюсе (лит. Vilniaus Vasilijaus Kačialovo gimnazija).
- Имя актёра присвоено улице в Киеве, Соломенский район

- Мемориальная таблица на доме в Вильнюсе, в котором провёл детские годы Качалов
- Мемориальная доска в Казани

- Качалов на портретах известных художников
- Казимир Малевич
- Борис Григорьев
- Валентин Серов